# Конголезька криза

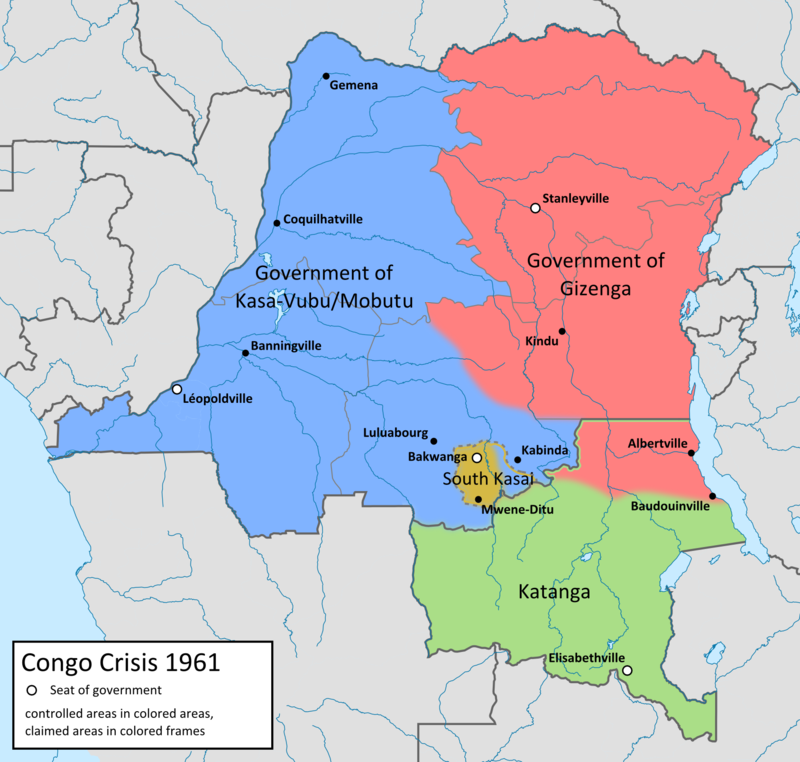
Конго в 1960—1961 роках
територія самопроголошеної держави Південне Касаї
територія, контрольована прихильниками Лумумби
територія, контрольована президентськими силами
територія самопроголошеної держави Катанги

Конголезька криза (фр. Crise congolaise) — гостра політична криза, зумовлена проголошенням незалежності республікою Конго 30 червня 1960 року, що тривала протягом 1960—1965 років.

## Передумови
З 1908 року країна була колонією Бельгії та носила офіційну назву Бельгійське Конго. На той час населення Конго становило приблизно 13 млн чорношкірих жителів та близько 100 тис. білих поселенців, що обіймали керівні посади.
Наприкінці 1950-х років посилився рух конголезців за здобуття незалежності. Найбільшою підтримкою народу користувалися дві організації, що спиралися на різні групи племен: Національний рух Конго (лідер Патріс Лумумба) та Асоціація народу баконго (лідер Жозеф Касавубу).
У січні 1959 року в Леопольдвілі пройшли масові демонстрації з вимогою негайно надати Конго незалежність. Проти демонстрантів було застосовано зброю, однак, бельгійський уряд зробив заяву про початок демократичних перетворень в Бельгійському Конго. В жовтні того ж року після кількох демонстрацій, організованих Національним рухом Конго, лідер організації Патріс Лумумба був заарештований та засуджений до 6 місяців ув'язнення за організацію антидержавних маніфестацій.
На початку 1960 року в Брюсселі пройшла конференція стосовно проблем Бельгійського Конго за участю ватажків національно-визвольного руху. Результатом круглого столу стало вимушене рішення уряду Бельгії про надання незалежності колонії. Також була визначена дата проголошення самостійності — 30 червня 1960 року.
У травні в колонії пройшли вибори до парламенту та провінційних зборів. Потім президентом країни став Жозеф Касавубу, прем'єр-міністром — Патріс Лумумба.
Одразу ж після здобуття незалежності молода держава зіткнулася з численними проблемами соціально-економічного характеру: бідність населення, міжплеменні конфлікти, дефіцит висококваліфікованих кадрів тощо. Посилилось невдоволення корінних мешканців, почалися акції (на кшталт вбивств, масових зґвалтувань та катувань) проти білого населення країни, що спричинило їх виїзд з держави та посилило внутрішню соціально-економічну кризу.

## Хід конфлікту

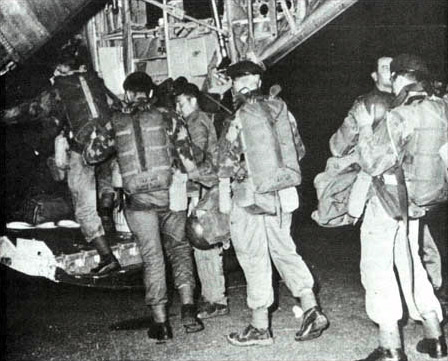
Бельгійські військові у місті Каміна

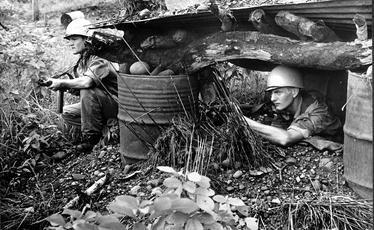
Шведські «блакитні берети» у Конго

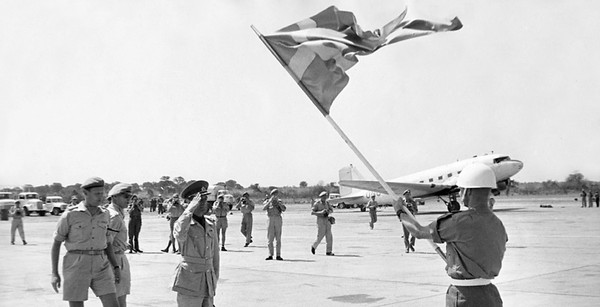
Шведські військові в Елізабетвілі в 1961 році

У липні бельгійські війська, скориставшись безладом (це коли вищезгадувані акції проти білих здійснювали прямо на вулицях всі, кому заманеться, особливо ті конголезці, хто служив в поліції та армії та, відповідно, мав зброю, аби полегшити здійснення тих акцій) Конго, висадили в Леопольдвілі та Елізабетвілі свій десант[джерело?]. В той самий час Моїз Чомбе, оголосив про відділення найбагатшої провінції Конго Катанги. Після цього в інших конголезьких провінціях посилилися сецесіоністські рухи.
У ситуацію, що склалася, втрутились великі держави. Радянський Союз підтримував марксиста Лумумбу, КНР обіцяла надіслати до Конго своїх «добровольців». Аби уникнути проникнення до Конго соціалістичних держав, Сполучені Штати вирішили залучити ООН до стабілізації ситуації в державі — за порадою США конголезьке керівництво звернулося до Ради Безпеки ООН. 15 липня 1960 року було прийнято резолюцію про направлення до республіки міжнародного контингенту чисельністю 20 тис. осіб, наданих 27 країнами, переважно африканськими. В формуванні контингенту не брала участі жодна країна, що є постійним членом Ради Безпеки. Міжнародна місія мала на меті відновлення порядку у великих містах країни, проте боротьба з сецесіонізмом в провінціях, що відділилися, не входило до їх мандату.
На прохання Патріса Лумумби в серпні 1960 року було надано допомогу з боку СРСР у вигляді 20 військових літаків з екіпажами та 100 вантажівок, а також групи радників. Цей факт став причиною протистояння між Лумумбою та частиною керівництва Конго, яка не бажала проникнення СРСР в країну. Конфлікт між Лумумбою та Касавубою, якого підтримав голова штабу конголезької армії Мобуту, закінчився арештом 14 вересня прем'єр-міністра та висланням усіх радянських дипломатів і радників з держави. Пізніше Лумумба був виданий катанзьким сецесіоністам та був вбитий на початку 1961 року. До середини 1962 року прихильники Лумумби продовжували боротьбу, спираючись на Східну провінцію.
Обрання президентом США Джона Кеннеді призвело до зміни ситуації в Конго. Американська адміністрація підтримала заходи проти сецесіоністів в Катанзі та план по відновленню Конго, який було прийнято ООН в лютому 1961 року.
У вересні 1961, грудні 1962 та січні 1963 років силами ООН було проведено наступальні операції проти сецесіонітів, в результаті чого було повалено режим Чомбе в Катанзі, але західні монополії зберегли свої позиції в державі.
У вересні-жовтні 1963 року конголезький уряд спробував навести лад в країні жорсткими методами. Були заборонені найбільші політичні партії, парламент розпущено, в столиці було введено надзвичайний стан. Ці події спричинили масову міграцію населення в міста.
Контингент ООН було виведено з країни в 1964 році. Президент Касавубу призначив прем'єр-міністром Чомбе, який остаточно розправився з послідовниками Лумумби, захопивши за допомогою бельгійських парашутистів Стенлівіль.
У листопаді 1965 року президентом Конго було обрано генерала Мобуту, який спираючись на армію, покінчив із залишками сецесіонізму та узяв курс на африканізацію зовнішньої та внутрішньої політики.